# Marcia Coutiño
Marcia Coutiño (Veracruz, México, 10 de noviembre de 1978) es una actriz mexicana.

## Biografía
Inició su carrera en 1998 en la telenovela El privilegio de amar. Recientemente participó como villana en la telenovela El color de la pasión, una producción de Roberto Gómez Fernández. Su más reciente actuación fue una participación especial en El hotel de los secretos, proyecto de época también producido por Roberto Gómez.

## Filmografía

### Televisión
- El maleficio (2023-2024) - Marcia
- Papás por encargo (2022-2023).... Cletina[1]
- Esta historia me suena (2021-2022) .... Luisa[2][3]
- Dr. Cándido Pérez (2021) .... Paula
- Decisiones: Unos ganan, otros pierden (2019) .... Carolina
- La Bandida (2019) ... Hermana Catalina
- Por amar sin ley (2019) .... Luisa
- Paquita la del barrio (2017) ....  Lucía
- Las amazonas (2016) ..... Delia
- El hotel de los secretos (2016) ..... Beatriz Zamora (Participación Especial)
- La vecina (2015) ..... Serena  (Reparto)
- El color de la pasión (2014) .... Ligia Cervantes  (Antagonista)
- Durmiendo con mi jefe (2013) .... Clarita (Varios episodios)
- Como dice el dicho (2011) .... Laura / Adriana / Martha (3 episodios)
- Para volver a amar (2010-2011) ..... Charito (Estelar)
- Alma de hierro (2008-2009) ..... Maribel (Antagonista)
- Plaza Sésamo (2007-2008) .... Elefancio (Varios episodios)
- La rosa de Guadalupe (2008-2023) (varios episodios entre 2008 a 2023)
- Destilando amor (2007) ..... Zoila (Participación Especial)
- Sexo y otros secretos (2007) .... Lesbiana (1 episodio)
- Pablo y Andrea (2005) ..... Carmen vda. de Ortega  (Protagonista)
- Amar otra vez (2004) ..... Zoila Medina Castillo (Estelar)
- Mujer, casos de la vida real ....(2002 y 2006 Varios episodios)
- Así son ellas (2002) ..... Dra. Esther Castro (Reparto)
- El noveno mandamiento (2001)  ..... Sofía Gómez  (Estelar)
- Cuento de Navidad (1999-2000) ..... Angelita (Reparto)
- Alma rebelde  (1999) ..... Federica  (Estelar)
- El niño que vino del mar (1999) .... Loretito (Participación Especial)
- El privilegio de amar (1998-1999) ..... Actriz de Teatro (Participación Especial)

## Cine
- Noche sin luna (2010) .... Guadalupe González
- Arráncame la vida (2008) .... Otra señora en concierto
- Un mundo raro (2001) .... Modelo en el automóvil

## Premios y nominaciones

### Premios Bravo
| Año  | Categoría                | Programa             | Resultado |
| ---- | ------------------------ | -------------------- | --------- |
| 2012 | Mejor Actuación Femenina | La rosa de Guadalupe | Ganadora  |